# Carl Clasen
Carl Clasen, auch Karl Clasen (* 19. Oktober 1812 in Düsseldorf; † 29. Juni 1886 ebenda), war ein deutscher Historien- und Porträtmaler sowie Radierer, Lithograf, Aquarellist, Zeichner und Karikaturist der Düsseldorfer Schule.

## Leben

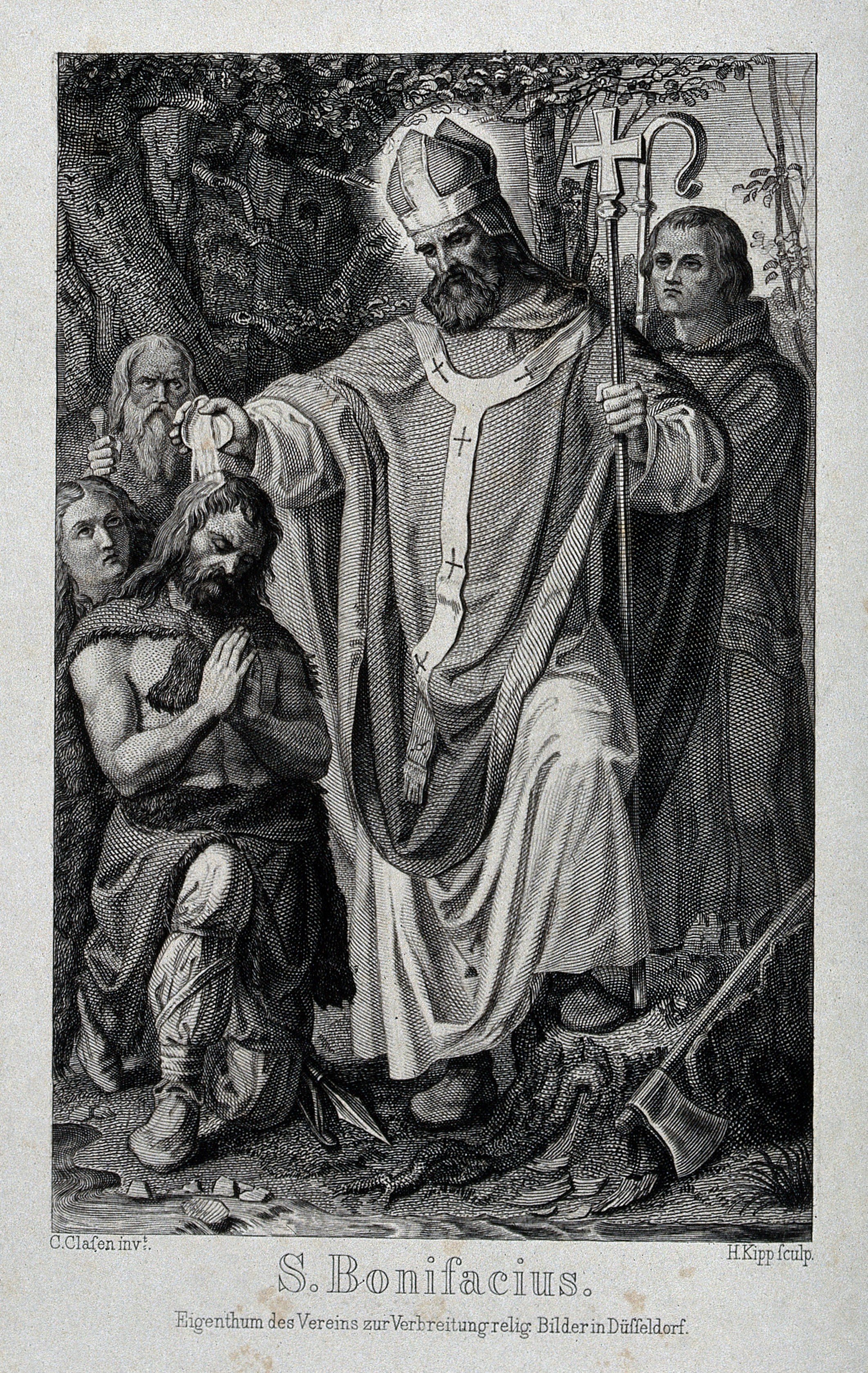
S. Bonifacius, kleines Andachtsbild des Vereins zur Verbreitung religiöser Bilder, gestochen von Heinrich Kipp nach einem Original von Carl Clasen

Der Kaufmannssohn Clasen, Cousin des wenige Monate jüngeren Historienmalers Lorenz Clasen, studierte nach dem Besuch des Gymnasiums, das ihn eigentlich auf eine theologische Laufbahn vorbereiten sollte, ab dem Schuljahr 1829/1830 an der Kunstakademie Düsseldorf Malerei. Dort waren Heinrich Christoph Kolbe, Theodor Hildebrandt, Karl Ferdinand Sohn, Wilhelm von Schadow, Josef Wintergerst und Rudolf Wiegmann seine Lehrer. Von 1841/1842 bis 1864/1865 hatte er als Meisterschüler ein eigenes Atelier in der alten Akademie. Clasen war Mitglied des Künstlervereins Malkasten. Er schuf vor allem Historienbilder und Porträts, Allegorien, Heiligen- und Altarbilder. Unter anderem lieferte er Vorlagen für den Verein zur Verbreitung religiöser Bilder. Für zahlreiche Kirchen im Rheinland, aber auch in Frankreich, fertigte er Altargemälde und Kartons für Glasmalereien an, darunter Entwürfe für das Aachener Münster. In der Düsseldorf Gallery war er mit den Historienbildern Rudolf von Habsburg bei der Jagd und Die Versöhnung des Kardinals Wolsey mit Königin Katharina kurz vor seinem Tod vertreten. Seine Personen sind mit sicherer Hand komponiert, sorgfältig gemalt und ohne großes Pathos dargestellt. 1851 malte Joseph Kehren ein Porträt Clasens.
Clasens Sohn Josef war auch ein Maler der Düsseldorfer Schule, blieb jedoch weitgehend unbekannt, da er bereits im Alter von 24 Jahren starb.

## Werke (Auswahl)
- Selbstbildnis, 1839, Bildnis Nr. 51 in der Freundschaftsgalerie von 57 Einzelbildnissen der Düsseldorfer Malerschüler und ihren Freunden, 1835–1845[5]
- Papst Sixtus mit dem Diakon Laurentius, 1841/1842
- Christus am Kreuz mit Maria und Johannes, 1885
- Die Freiheit, Karikatur zur Revolution von 1848
- Rudolf von Habsburg bei der Jagd (1851 ausgestellt in der Düsseldorf Gallery, New York City)
- Die Ermordung des Erzbischofs Engelbert von Köln
- Der Hl. Petrus, Altarbild
- S. Bonifacius